# هربرت كورتيس
هربرت كورتيس (بالإنجليزية: Herbert Curtis)‏ هو سياسي نيوزلندي، ولد في 1818، وتوفي في 1890. انتخب عضو مجلس النواب نيوزيلندا.